# Elettrodomestico

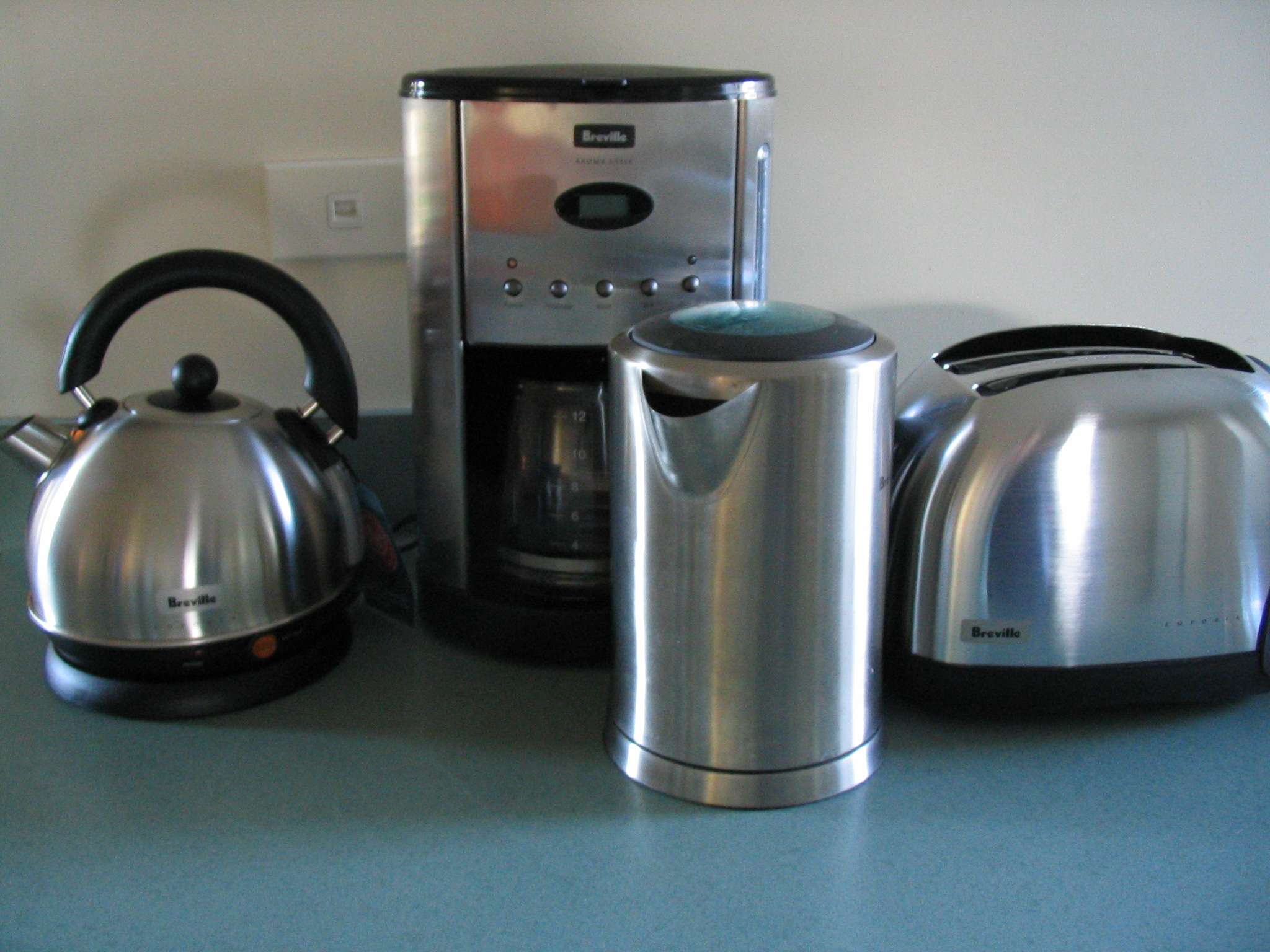
Esempi di elettrodomestici per la cucina. Da sinistra a destra: bollitore, macchina per caffè, teiera e tostapane.

Gli elettrodomestici sono apparecchi o piccoli macchinari alimentati a energia elettrica e destinati a uso domestico.

## Storia

### XIX secolo
Molti oggetti che definiti oggi "elettrodomestici" esistevano già prima dell'elettrificazione basandosi, per il loro funzionamento, sull'energia fisica umana o animale; ne sono esempi tra i tanti: il frullatore azionato a mano, la lavatrice azionata a mano, l'aspirapolvere a soffietto.
I primi tentativi di elettrificare gli utensili d'uso quotidiano furono sperimentati nel campo degli oggetti di piccole dimensioni, primi fra tutti e a partire dalla fine del 1800, gli oggetti dotati di resistenza elettrica, come teiere e bollitori.
Nel corso del XIX secolo furono realizzati diversi modelli di lavatrici non elettriche, mentre esistevano già i primi modelli di cucina elettrica.

Tra il 1860 e il 1870 fu inventato il battitappeto, ispirato a spazzatori stradali trainati da cavalli, in uso dall'inizio del XIX secolo, quindi nel 1892 nacque il ventilatore elettrico da soffitto, ottenuto da una girante collegata all'albero di un motore elettrico.

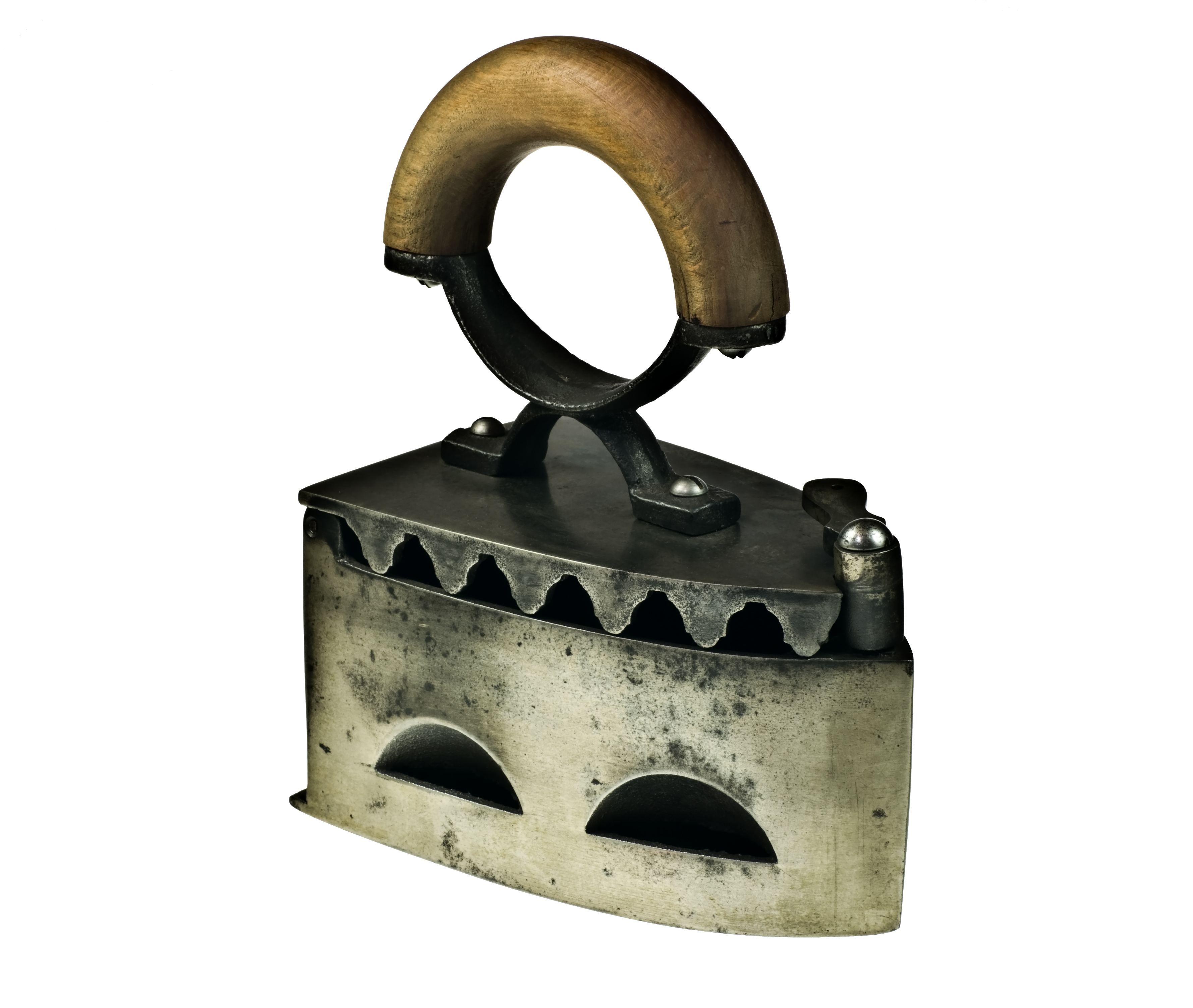
Antico ferro da stiro a carbone, da cui si è evoluto il ferro da stiro elettrico
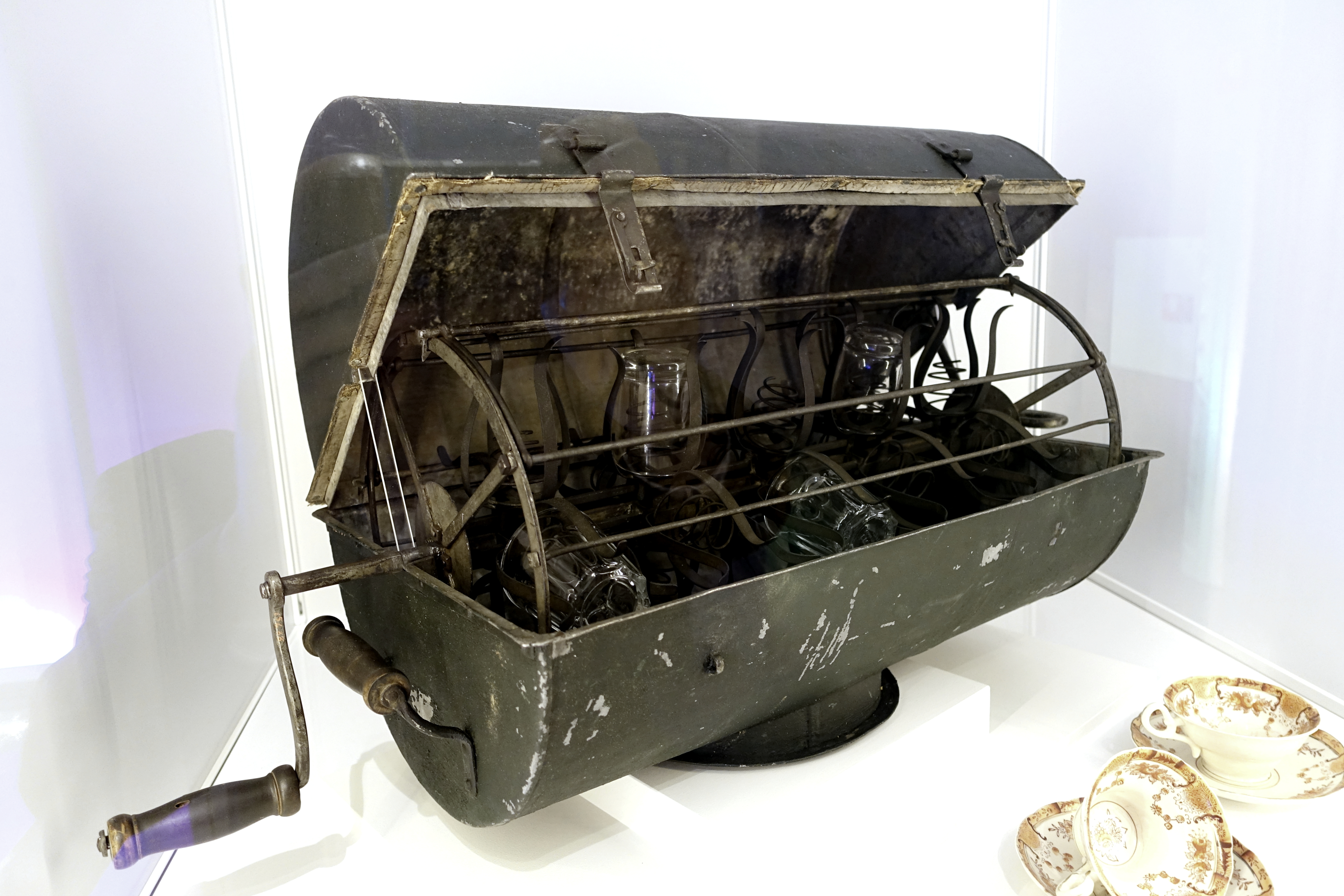
Lavapiatti manuale del 1860

### XX secolo
I motori elettrici ad induzione (concepiti da Nikola Tesla) applicati alle tecnologie d'uso quotidiano fecero la loro comparsa successivamente e solo in ragione di una significativa riduzione delle loro dimensioni ad opera, tra gli altri, di Chester Beach e di L. H. Hamilton (1908 circa). Questa seconda generazione di elettrodomestici procedeva alla sistematica sostituzione della forza muscolare con quella elettrica. Il primo passo fu quello di affiancare letteralmente i motori elettrici agli oggetti domestici esistenti (come ancora oggi accade, ad esempio, per le macchine per la tiratura della pasta fatta in casa) in seguito i motori elettrici furono integrati nell'oggetto stesso, soprattutto a partire dal 1920, in coincidenza con lo sviluppo di un'"estetica del rivestimento" (scocca), fino ad allora non impiegata in oggetti d'uso quotidiano.
All'inizio del XX secolo risalgono le prime lavatrici equipaggiate con motore elettrico e controllo manuale. Al 1937 risale invece la prima lavatrice con controllo automatico, con vasca orizzontale e caricamento frontale.
Nel 1908 era in commercio un aspirapolvere elettrico simile agli aspiratori moderni, dotato di spazzola verticale, ventola di aspirazione e sacchetto per la raccolta dello sporco. L'invenzione dell'aspiratore domestico si deve a James Spangler, che vendette i diritti dell'invenzione a William Hoover, contribuendo così alla nascita di quella che diventerà l'azienda Hoover, produttrice appunto di elettrodomestici. Intanto l'ingegnere Albert Marsh brevetta il nichelcromo, una lega costituita da nichel e cromo utilizzata per la realizzazione di filamenti elettrici che sfruttano l'effetto Joule per scaldarsi, grazie alla quale nel 1909 fu costruito, per opera di Frank Shailor della General Electric, il primo tostapane elettrico, che venne chiamato "D-12". Tale tostapane, piuttosto rudimentale, non aveva un involucro di protezione esterno e possedeva solo un elemento riscaldante, per cui era necessario girare la fetta di pane a mano per poterla tostare da entrambi i lati.
Il primo frigorifero per uso domestico, che però aveva un design assai diverso dai frigoriferi moderni, fu inventato nel 1913 da Fred W. Wolf, seguito nel 1925 da un frigorifero domestico autonomo ermeticamente sigillato, che però utilizzava come gas refrigeranti cloruro di metile e anidride solforosa, che sono particolarmente tossici, per cui i frigoriferi furono associati a pericoli di frequenti esplosioni e avvelenamenti, almeno fino al 1929, quando fu utilizzato il freon come gas refrigerante.
La diffusione di elettrodomestici in Europa crebbe in larga misura tra il 1930 e il 1970, soprattutto nel Nord Europa (AEG, Electrolux, Siemens, Braun, Philips), e in misura considerevole anche in Inghilterra e Francia. Solo negli anni '50 però si assiste ad una vera e propria esplosione.
In Italia lo sviluppo dell'industria degli elettrodomestici prende avvio a partire dalla fine degli anni '40 e si deve per lo più ad aziende come: Candy (lavatrici), CGE (piccoli elettrodomestici tra cui una centrifuga in ghisa), Smeg (frigoriferi, piccoli elettrodomestici, forni, lavastoviglie), Fiat (frigoriferi e lavatrici), Omre (piccoli elettrodomestici soprattutto frullatori e macinacaffè), Rex (frigoriferi), Zanussi (frigoriferi).
Negli Stati Uniti il fenomeno della massiccia diffusione degli elettrodomestici inizia a partire dagli anni '20, con General Electric (di Thomas Alva Edison) e Westinghouse (di George Westinghouse) prime fra tutte, in coincidenza con la nascita dello stile progettistico dello "Streamline Decade" o "Machine Age", caratterizzato dall'impiego di forme aerodinamiche anche per oggetti "stanziali" e d'uso quotidiano. Tra i designer più famosi di questo periodo si trovano Raymond Loewy, che progettò anche per l'Electrolux e in seguito per la NASA. Lo streamline contagiò nei due decenni successivi anche i designer nordeuropei, fino alla rivoluzione compiuta dalla tedesca Braun nel 1950, che inaugurò lo stile della "Buona Forma", un design essenziale contrapposto agli eccessi stilistici dello streamline.
Un ruolo essenziale nella storia del design elettrodomestico fu giocato dall'azienda tedesca AEG grazie al suo designer Peter Behrens, che nei primi decenni del Novecento lavorò assiduamente (non solo nel campo degli elettrodomestici) sul concetto di oggetti coordinati.
Tra gli elettrodomestici più curiosi si trovano: l'aspirapolvere/frullatore prodotto da varie aziende europee, tra cui l'italiana Arista nel 1950; l'aspirapolvere volante, il Constellation realizzato verso la fine degli anni Cinquanta dalla Hoover, un aspirapolvere a forma sferica che scivolava su un cuscinetto d'aria (successivamente reimmesso sul mercato con un restyling minimo) e, sempre della Hoover il Celebrity Air-Ride model S3005 (1973), sempre un aspirapolvere a cuscinetto d'aria, questa volta però con una scocca che ricordava esplicitamente un disco volante.
Al XX secolo risalgono anche le prime macchine da cucire elettriche (in sostituzione delle macchine da cucire azionate a pedale) e, negli anni '30, i frigoriferi controllati automaticamente attraverso un termostato, mentre negli anni '70 apparvero i robot da cucina.

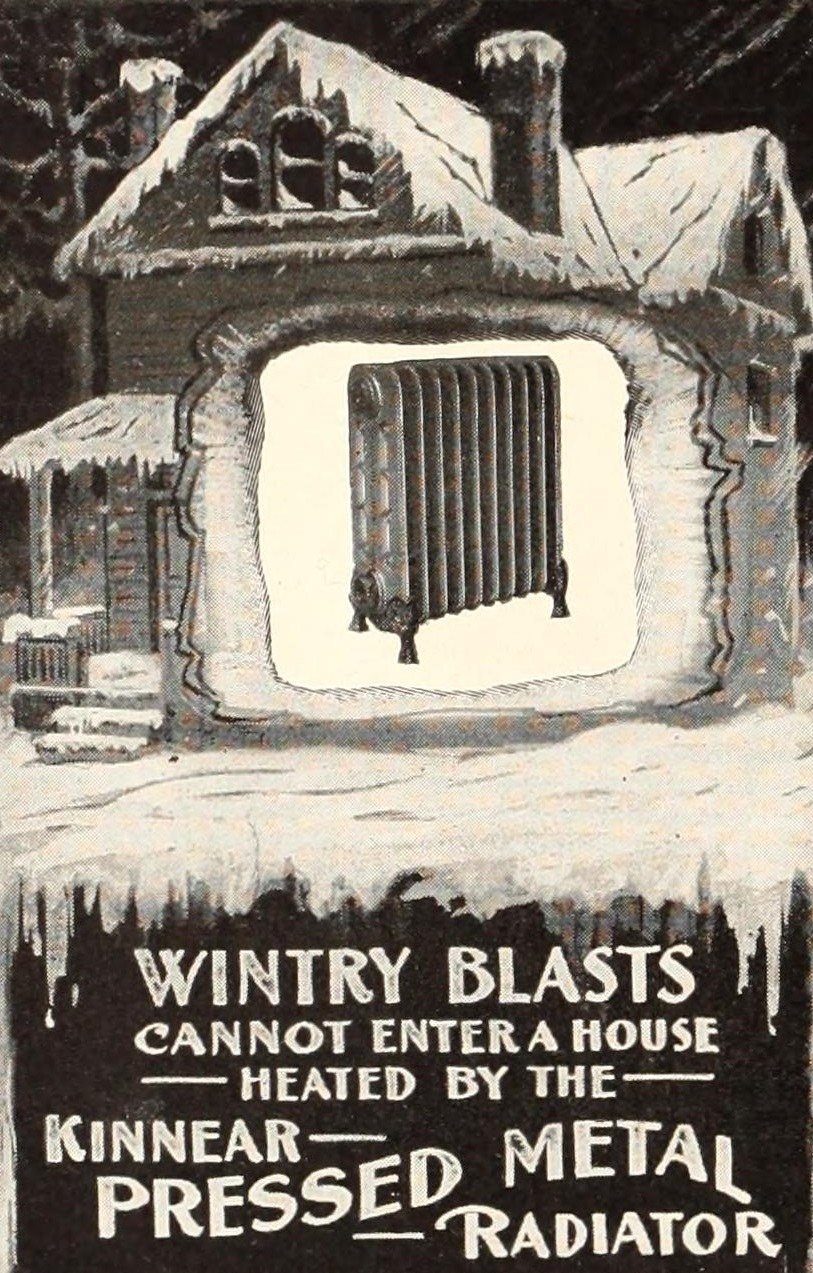
Pubblicità del 1905 di un calorifero
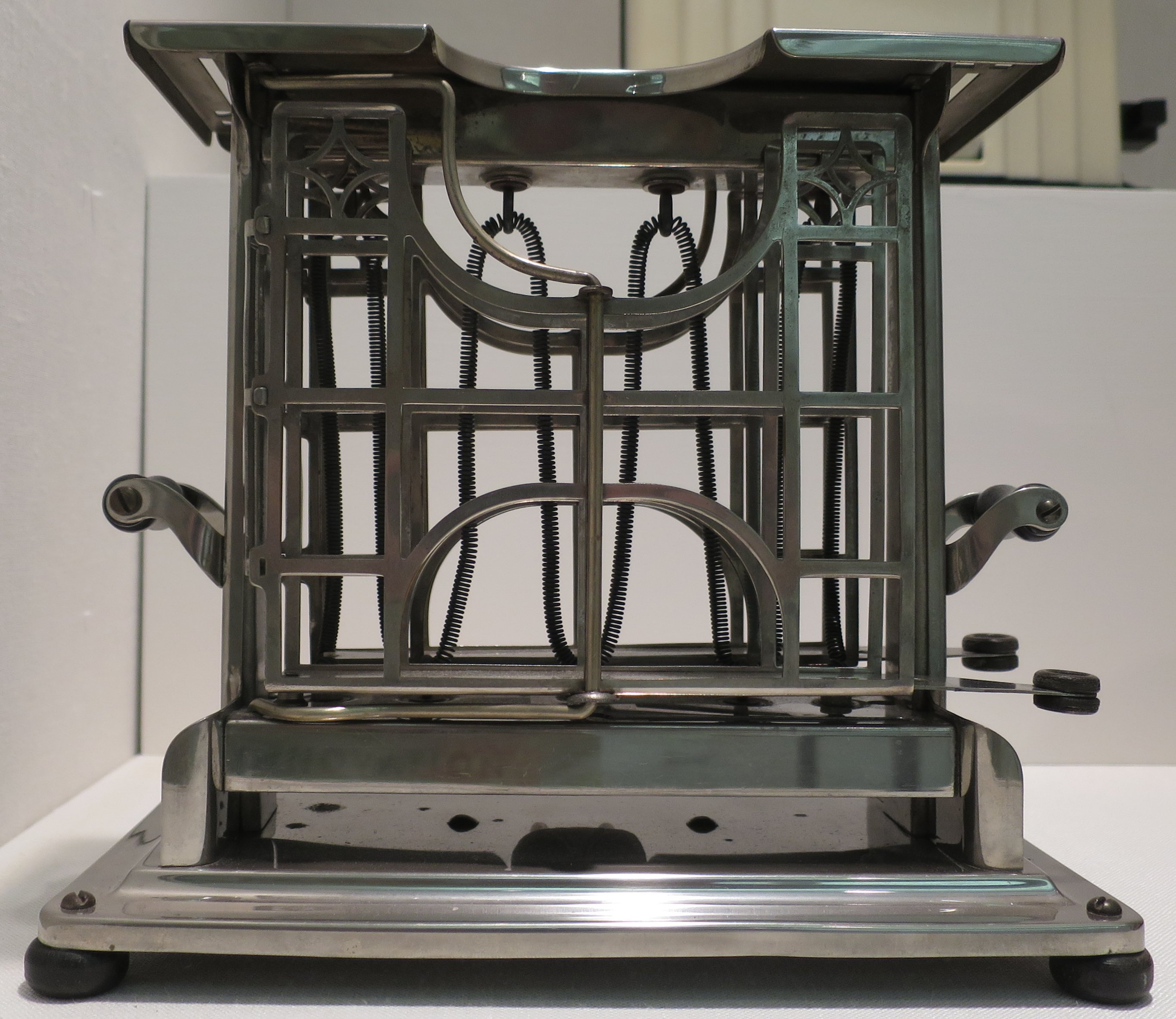
Tostapane del 1915 circa
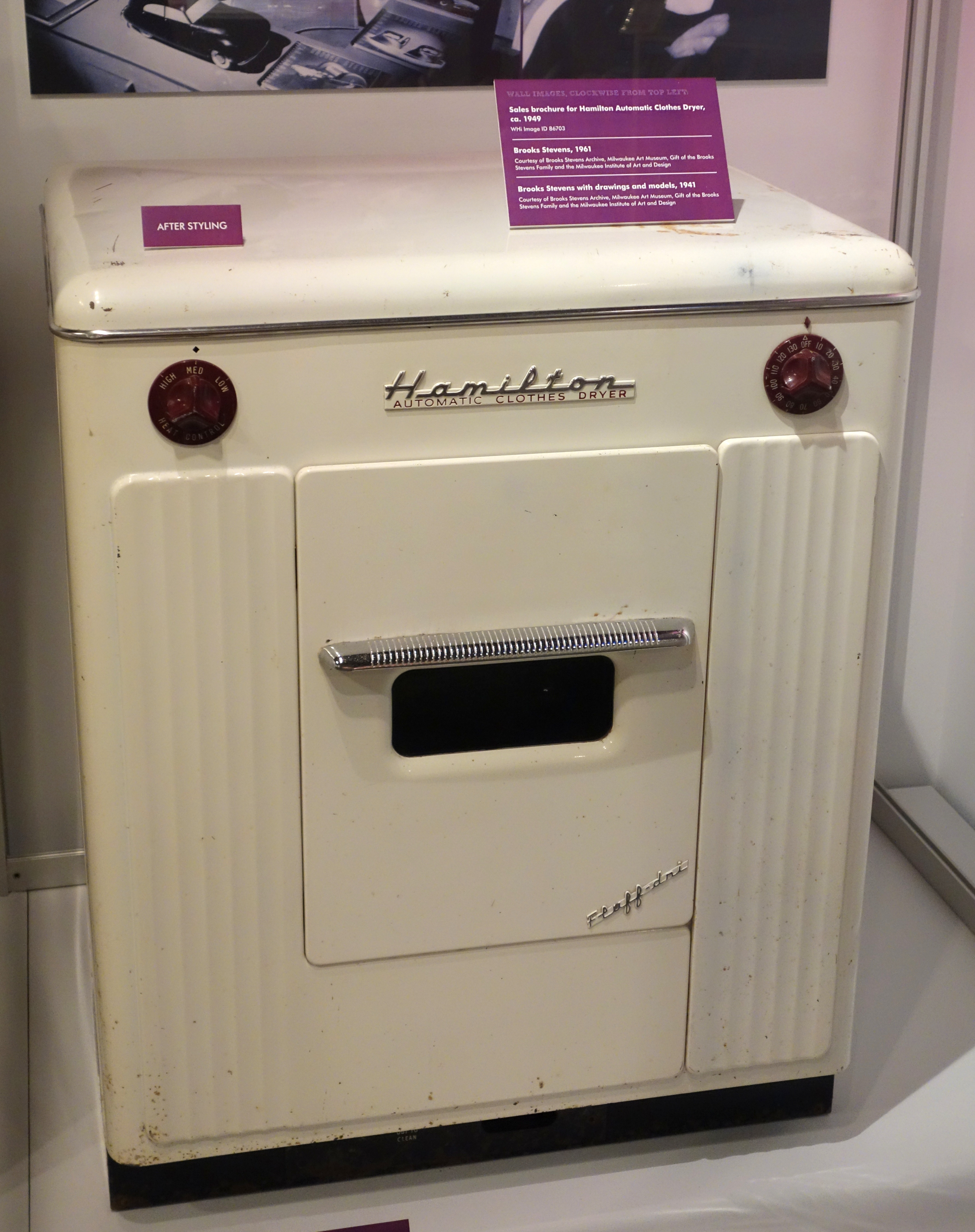
Asciugatrice Hamilton degli anni '40
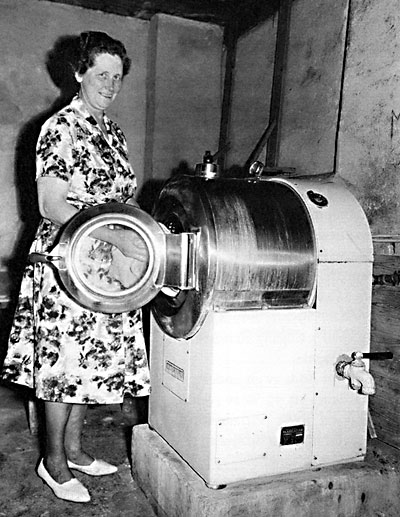
Lavatrice svedese degli anni '50
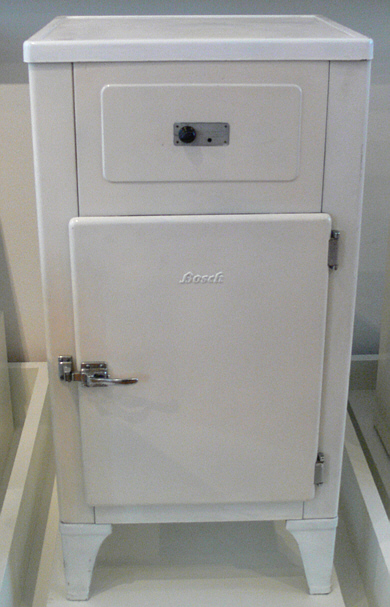
Frigorifero Bosch degli anni '50
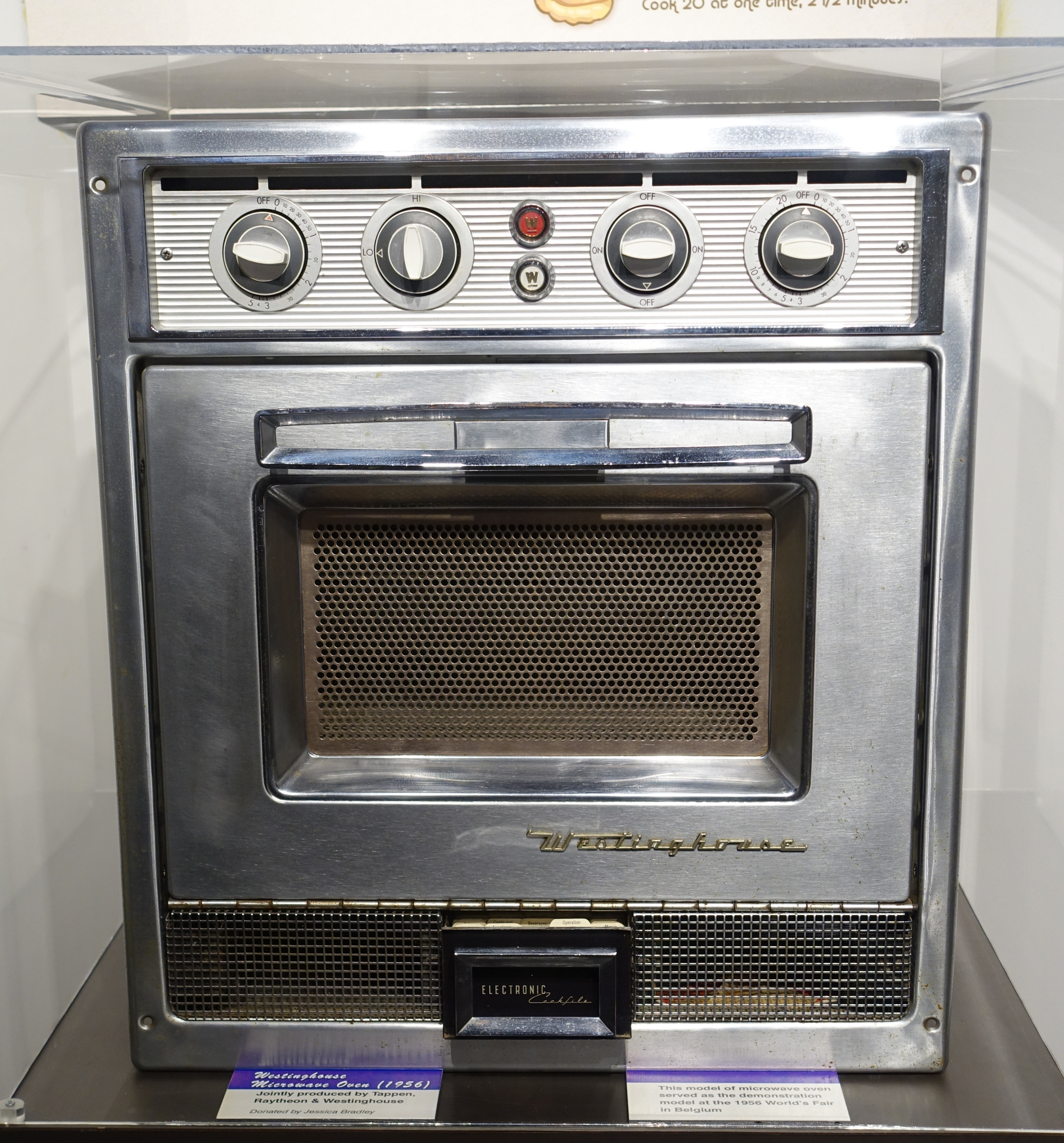
Forno a microonde del 1956

## Tipi
Gli elettrodomestici sono comunemente suddivisi in tre principali categorie:
- grandi elettrodomestici (o "elettrodomestici bianchi"): frigorifero, lavatrice, congelatore, lavastoviglie, lavasciuga, condizionatore, ecc.;[4] a seconda della modalità di installazione, possono suddividersi inoltre in grandi elettrodomestici da appoggio e grandi elettrodomestici da incasso[senza fonte]
- apparecchi elettrici per la comunicazione e lo svago (o "elettrodomestici bruni" o "elettrodomestici marroni"): radio, televisore, telefono, giradischi, videoregistratore, ecc.[4]
- piccoli elettrodomestici: ferro da stiro, bollitore elettrico, ventilatore, aspirapolvere e piccoli strumenti da cucina,[4] come ad es. frullatore, tostapane, tritacarne, impastatrice, friggitrice, gelatiera, spremiagrumi, estrattore di succo, ecc.

Tale classificazione deriva dai colori dei materiali con i quali storicamente erano costruiti tali tipi di elettrodomestici, ovvero scocca metallica smaltata di bianco per i grandi elettrodomestici e involucri di legno o materiali sintetici marroni o neri per televisori, radio e altri elettrodomestici per svago.

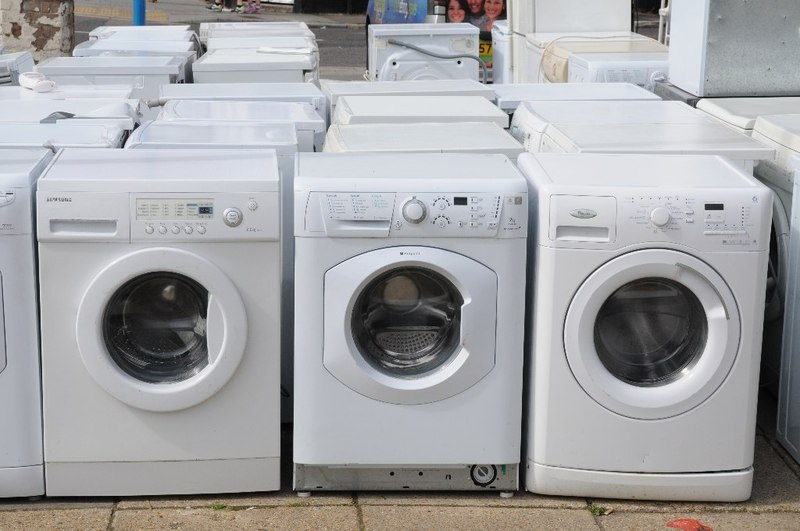
Esempio di "elettrodomestici bianchi": lavatrici in un negozio a Portswood (Inghilterra)
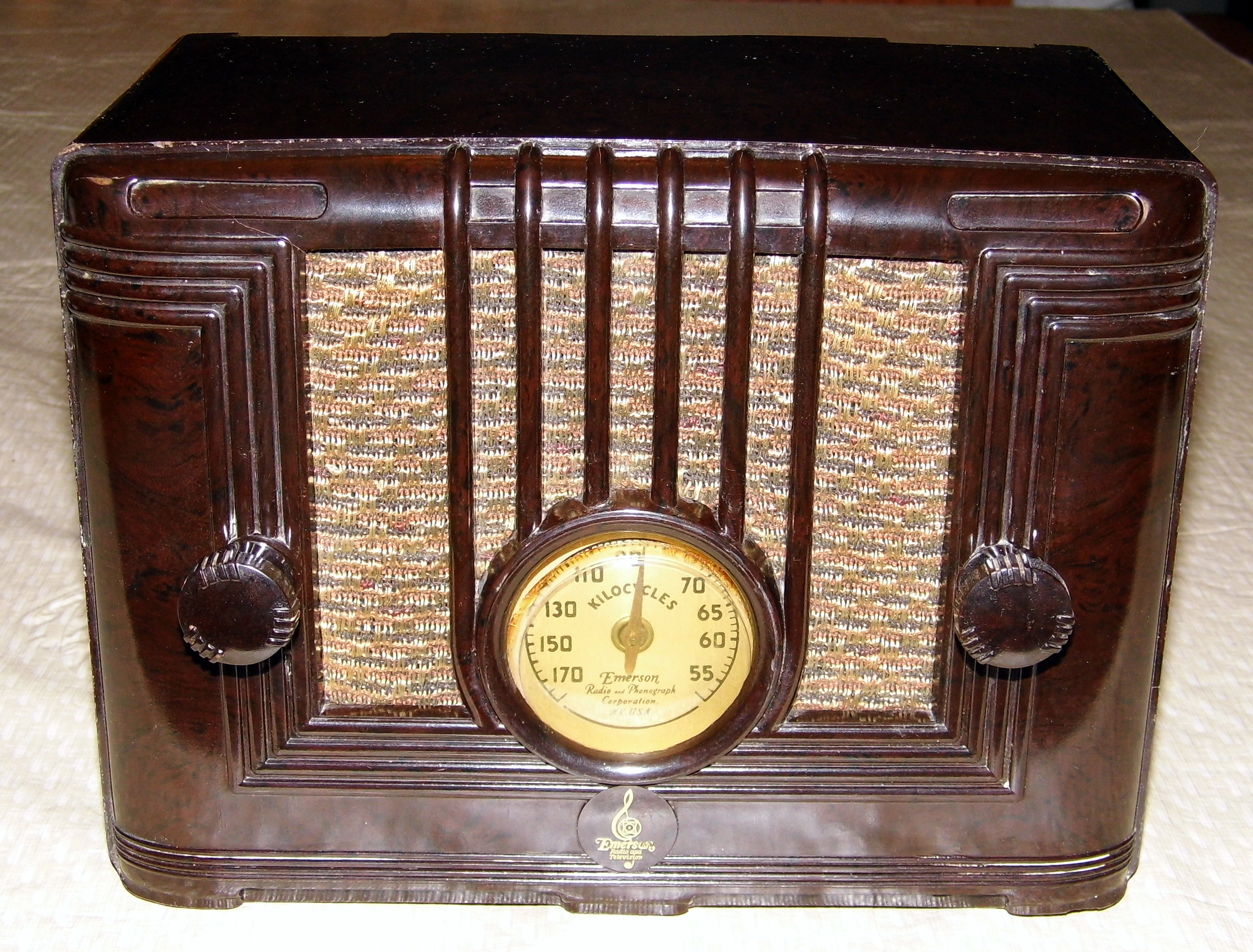
Esempio di "elettrodomestico bruno": vecchia radio in bachelite (1938 circa)
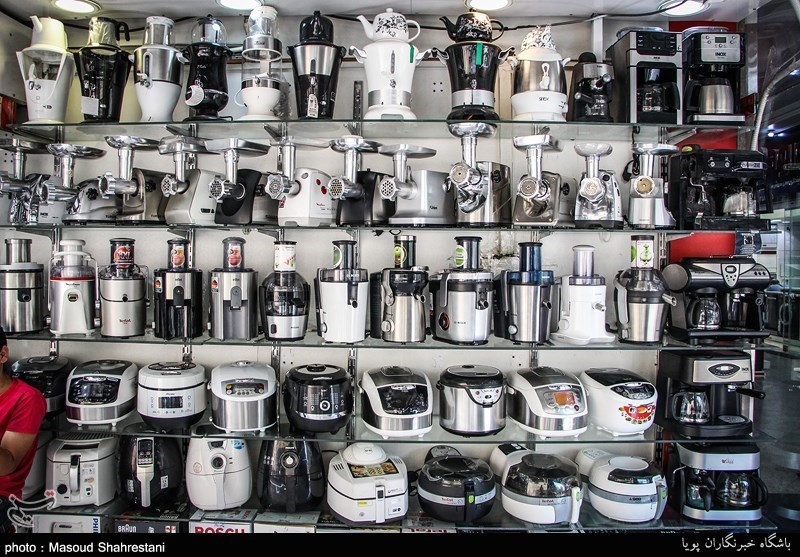
Piccoli elettrodomestici in vendita in un negozio a Teheran (Iran)

I grandi elettrodomestici possono inoltre essere suddivisi in tre "linee":
- linea freddo: include frigoriferi, congelatori e apparecchiature simili[4]
- linea lavaggio: include lavatrici, asciugatrici, lavasciuga e lavastoviglie[4]
- linea cottura: include cucine a gas, cucine elettriche, forni, piani di cottura e forni a microonde.[4]

## Norme e standard

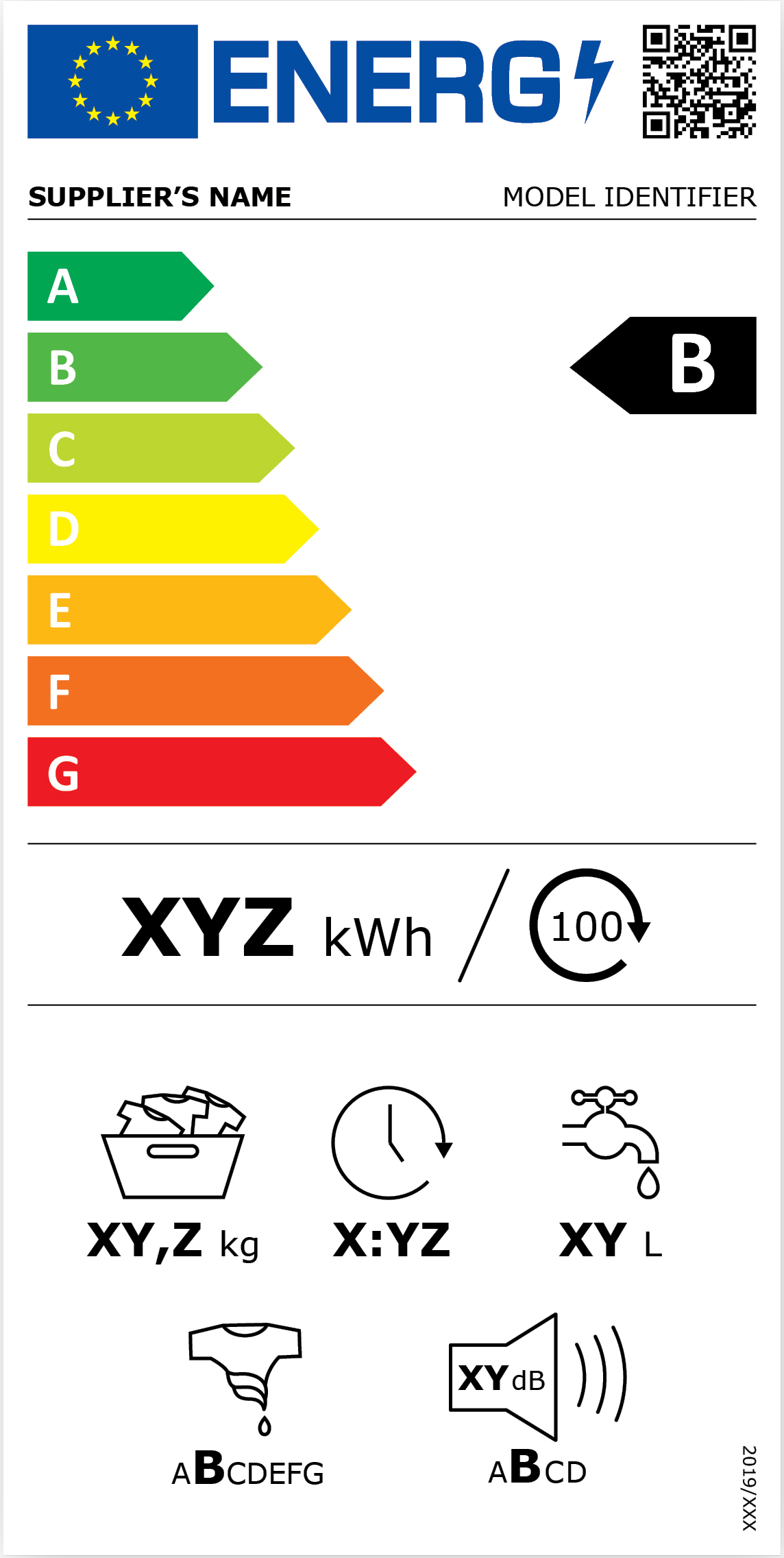
Facsimile di etichetta energetica europea 2021 per lavatrici

L'ISO e la IEC hanno adottato un apposito simbolo, che rappresenta la forma di una casa, per gli elettrodomestici e altre apparecchiature da utilizzarsi solo in ambito domestico, o più in generale non all'esterno.
All'interno dell'Unione europea, gli elettrodomestici sono sottoposti a diverse norme comunitarie sulla marcatura CE, tra cui anche la cosiddetta "Direttiva Ecodesign" (o o Direttiva sulla progettazione ecocompatibile), oltre ad avere generalmente l'obbligo di riportare la propria classe di efficienza energetica sull'etichetta.